# Субаткан-яйла

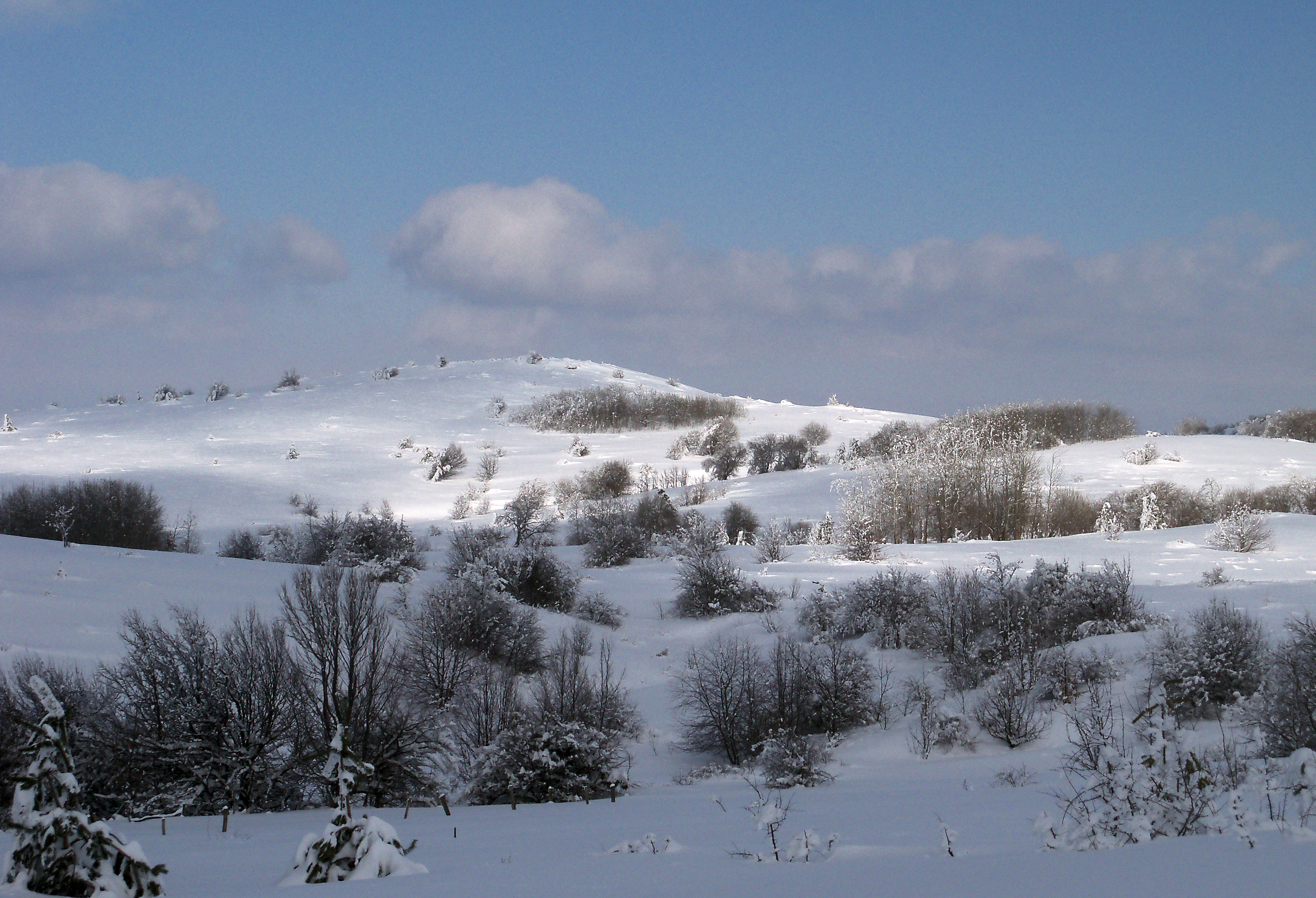
Субаткан-яйла, взимку 2012 р.

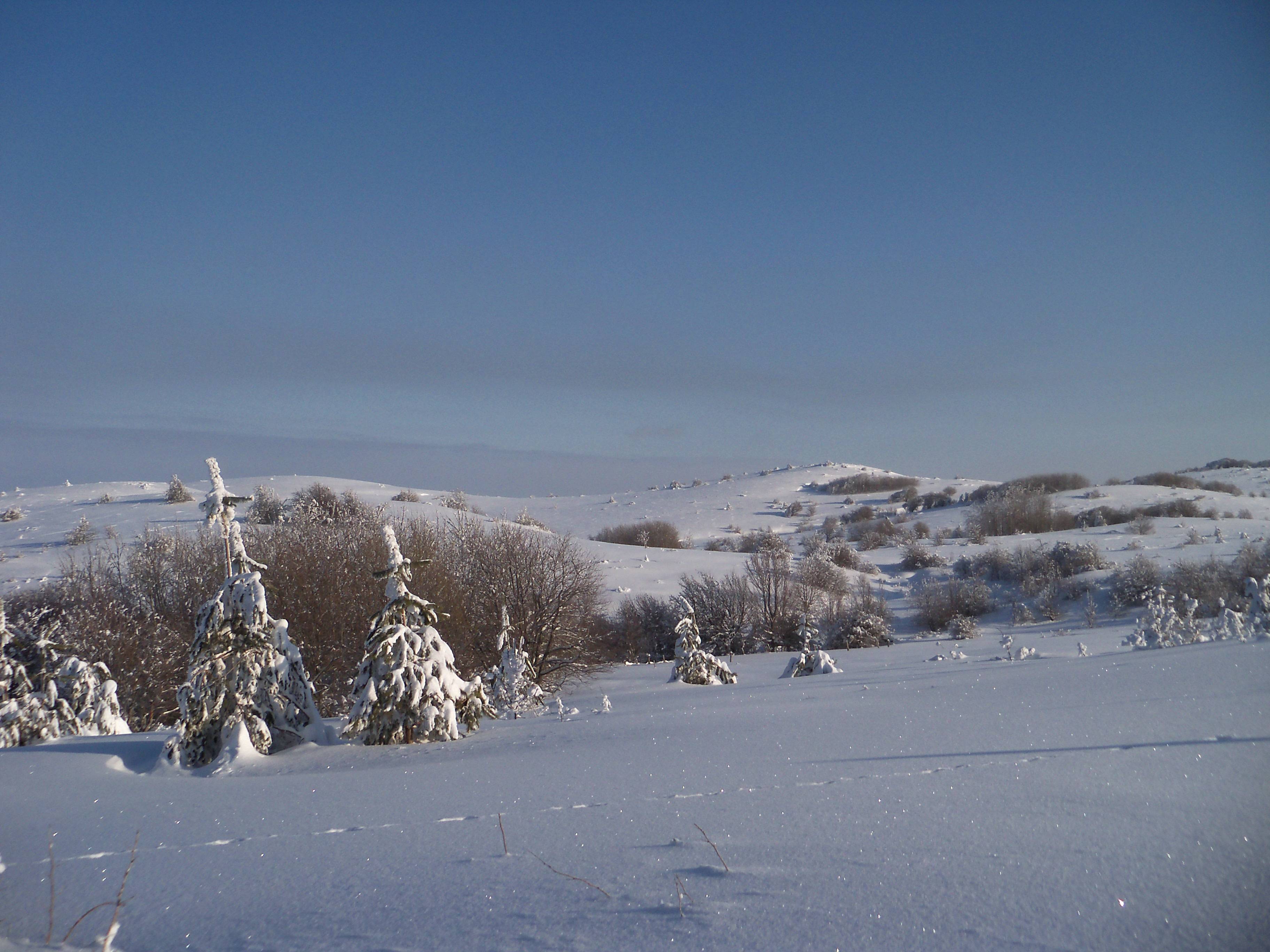
Субаткан-яйла, взимку 2012 р.

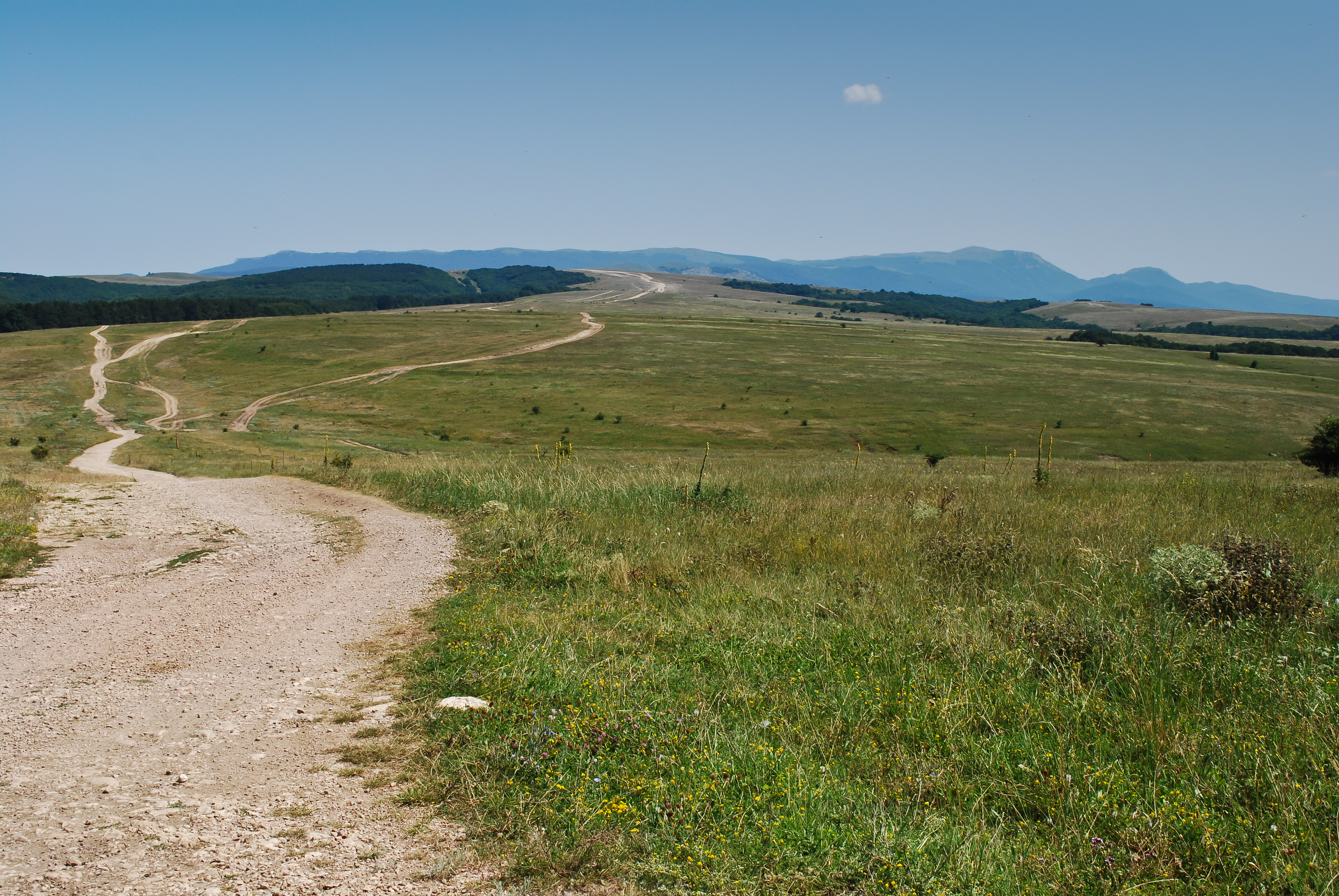
Субаткан-яйла влітку

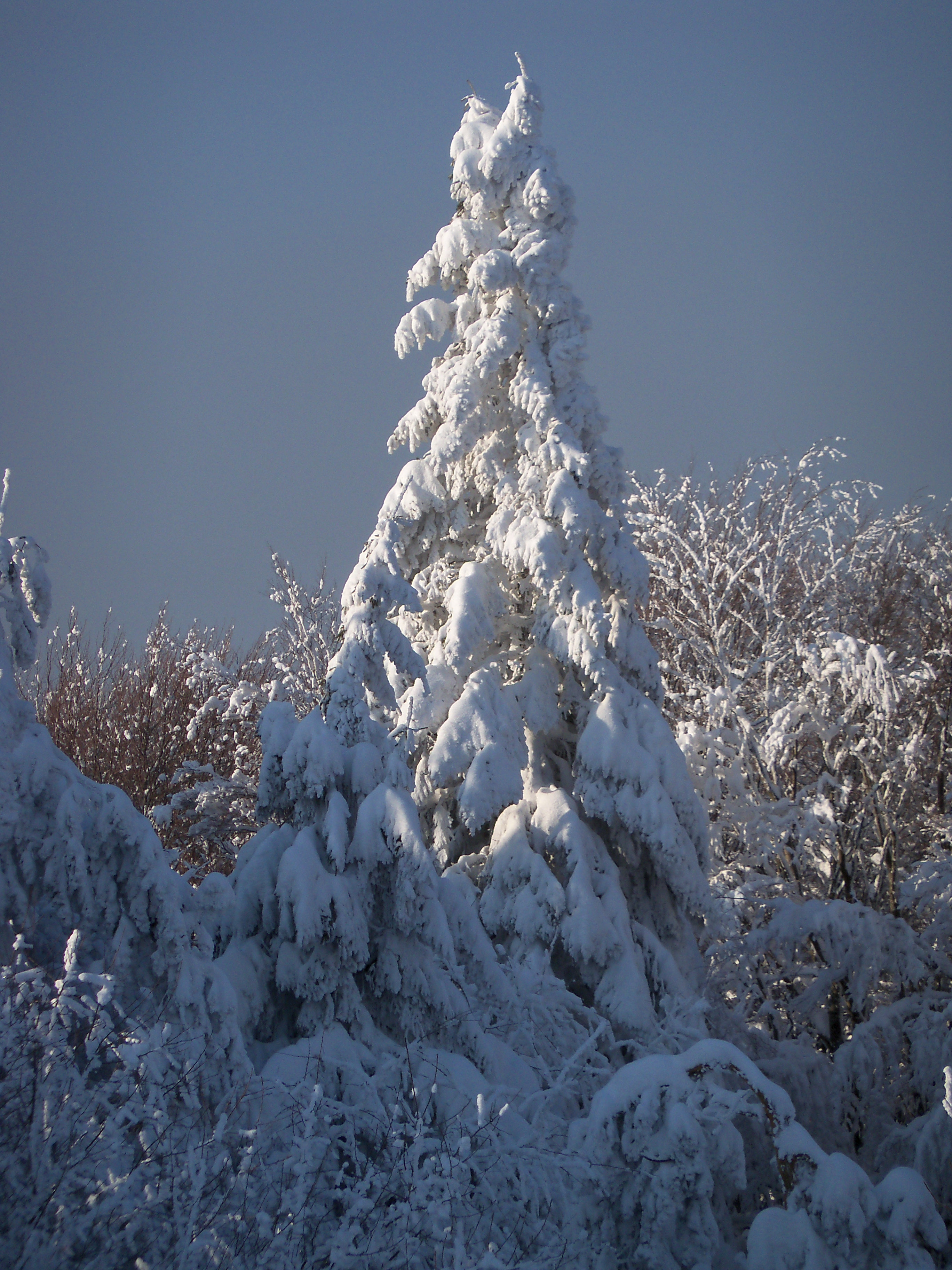
Субаткан-яйла, сніг на ялині взимку 2015 р.

Субаткан-яйла, Сув-Баткан Яйла (крим. Suv Batqan yayla, інколи Довгору́ківська яйла́) — гірський масив (яйла) у складі Головної гряди Кримських гір.

## Загальний опис
Складається з двох структурних масивів: нижнього, висотою 560—1025 метрів над рівнем моря, і верхнього, представленого височиною Тирке-яйла, висотою близько 1000—1287 метрів над рівнем моря, складених з мармуроподібними вапняками.
На сході глибокою долиною річки Бурульча яйла відділена від сусіднього масиву Карабі-Яйла, на заході обривається крутими кам'янистими схилами до долини Салгиру. На півдні межує з масивом Демірджі-яйла (з'єднується з ним вузьким хребтом височини Тирке-яйла), на півночі ж поступово знижується й переходить у долину між Головною та Внутрішньою грядами Кримських гір. У південній частині яйли протікає невелика річка Субаткан. Найвища точка — гора Буки (1023 м).

## Назва
Історично плоскогір'я носило назву Субаткан-яйла за назвою річки Субаткан (Суботхан), що протікає по ньому. Suv batqan кримськотатарською означає «поринаючий у воду». На початку XX століття увійшла в ужиток назва Довгоруківська яйла по імені землевласників Долгорукових, яким належали землі в долині Салгира, що примикають до яйли з заходу.

## Основні гори
Основні гори Субаткан-яйли: Буки (1023 м), Чалбаш (1003 м), Калан-Баїр (914 м), Янкой-Баїр (883 м), Базар-Оба (855 м), Коль-Баїр (818 м).